# IPad Pro (5-го поколения)
iPad Pro (5-го поколения) — планшетный компьютер из серии iPad, разработанная и продаваемая Apple Inc., объявленная 20 апреля 2021 года. iPad Pro был доступен с теми же вариантами размера экрана, что и его предшественник: 11 дюймов (28 см) и 12,9 дюймов (33 см). Предварительные заказы начались 30 апреля 2021 года, а 21 мая 2021 года продукт был выпущен во всем мире. Он поставляется в двух цветах: серебристом и космическом сером.
Значительные обновления по сравнению с предыдущим поколением включают новый процессор Apple M1, добавление поддержки 5G-сетей в моделях с сотовой связью, поддержку Thunderbolt 3 и USB 4, а для 12,9-дюймовой модели — новый мини-светодиодный дисплей Liquid Retina XDR.

## История
Техническое сообщество разделилось во мнениях относительно того, будет ли Apple использовать чип M1 или гипотетический чип A14X для своего iPad Pro пятого поколения. После того, как Apple объявила, что будет использовать M1, появились предположения, что она может работать под управлением macOS. Общедоступность iPad была временно ограничена продолжающейся нехваткой чипов в 2020 и 2021 годах.
Несмотря на небольшие различия в весе и толщине из-за обновления аппаратного обеспечения, планшет практически идентичен своему предшественнику. Вес 12,9-дюймовой модели увеличился с 641 грамма до 682 грамма, а вес 11-дюймовой модели уменьшился с 471 грамма до 466 грамма. Он совместим с Apple Pencil второго поколения и Magic Keyboard; Apple разработала обновленный вариант клавиатуры Magic Keyboard для 12,9-дюймовой модели из-за изменения ее толщины.
В iPad Pro используется 100% переработанный алюминий и не менее 98% материалов из переработанных редкоземельных элементов. Он не содержит каких-либо вредных веществ, как это определено в запатентованной Apple «Спецификации регулируемых веществ Apple».

## Характеристики

### Дисплей[8]
- Дисплей Liquid Retina (Liquid Retina XDR в 12,9-дюймовой модели)
- Дисплей Multi‑Touch с LED-подсветкой (mini-LED в 12,9-дюймовой модели) и технологией IPS
- Двумерная система подсветки, использующая 2596 зон полноматричного локального затемнения (в 12,9-дюймовой модели)
- Разрешение 2388×1668 пикселей / 2732×2048 пикселей (264 пикселя/дюйм)
- Технология ProMotion
- Широкий цветовой охват (P3)
- Технология True Tone
- Олеофобное покрытие, устойчивое к появлению следов от пальцев
- Полностью ламинированный дисплей
- Антибликовое покрытие
- Коэффициент отражения 1,8 %
- Яркость 600 кд/м² (максимально до 1000 кд/м² на всей площади экрана и 1600 кд/м² в пиковом режиме для HDR-контента для 12,9-дюймовой модели)
- Контрастность 1 000 000:1

### Камера[9]
- Камера 12 Мп
- Диафрагма ƒ/1.8
- 5‑кратный цифровой зум
- Пятилинзовый объектив
- Вспышка True Tone Quad‑LED
- Панорамная съёмка (до 63 Мп)
- Защита объектива сапфировым стеклом
- Сенсор BSI
- Гибридный ИК‑фильтр
- Автофокус с технологией Focus Pixels
- Фокусировка касанием с технологией Focus Pixels
- Live Photos со стабилизацией изображения
- Широкий цветовой диапазон для фотографий и Live Photos
- Улучшенный алгоритм местной тональной компрессии
- Контроль экспозиции
- Шумоподавление
- Функция Smart HDR для фотосъёмки
- Автоматическая стабилизация изображения
- Серийная съëмка
- Режим таймера
- Привязка фотографий к месту съёмки
- Форматы изображений: HEIF и JPEG

### Передняя камера TrueDepth
- Фотографии 7 Мп
- Режим «Портрет»
- Портретное освещение
- Animoji и Memoji
- Запись HD‑видео 1080p с частотой 30 или 60 кадров/с
- Вспышка Retina Flash
- Диафрагма ƒ/2.2
- Широкий цветовой диапазон для фотографий и Live Photos
- Функция Smart HDR
- Сенсор BSI
- Автоматическая стабилизация изображения
- Серийная съëмка
- Контроль экспозиции
- Режим таймера

### Аудио
Аудиосвязь
- Аудиозвонки FaceTime
- С iPad по Wi-Fi или сотовой сети на любое устройство с поддержкой FaceTime

Динамики
- 4 динамика

Микрофоны
- Пять микрофонов для звонков, записи видео и аудио

### Сотовая и беспроводная связь
Все модели:
- Wi‑Fi 6 (802.11a/b/g/n/ac/ax); одновременная поддержка двух диапазонов (2,4 ГГц и 5 ГГц); HT80 с технологией MIMO
- Технология Bluetooth 5.0

Модели Wi‑Fi + Cellular:
- UMTS/HSPA/HSPA+/DC‑HSDPA (850, 900, 1700/2100, 1900, 2100 МГц); GSM/EDGE (850, 900, 1800, 1900 МГц)
- Gigabit Class LTE (модели A1934 и A1895: диапазоны 1, 2, 3, 4, 5, 7, 8, 11, 12, 13, 14, 17, 18, 19, 20, 21, 25, 26, 28, 29, 30, 34, 38, 39, 40, 41, 42, 46, 66)4
- Только данные
- eSIM

### Геопозиция[10]
Все модели:
- Цифровой компас
- Wi‑Fi
- Функция точного определения местоположения iBeacon

Модели Wi‑Fi + Cellular:
- Assisted GPS, ГЛОНАСС, Galileo и QZSS
- Сотовая связь

### Датчики[11]
- Face ID
- Трёхосевой гироскоп
- Акселерометр
- Барометр
- Датчик внешней освещённости

### Face ID
- Распознавание лица с помощью камеры TrueDepth
- Разблокировка iPad
- Защита личных данных в приложениях
- Покупки в iTunes Store и App Store

### Питание и аккумулятор[12][13]
iPad Pro 11 дюймов
Встроенный литий-полимерный аккумулятор ёмкостью 28,62 Вт∙ч
iPad Pro 12,9 дюйма
Встроенный литий-полимерный аккумулятор ёмкостью 40,88 Вт∙ч
Время работы:
Все модели
До 10 часов работы в интернете по сети Wi‑Fi, просмотра видео или прослушивания музыки.
Зарядка от адаптера питания или через порт USB‑C компьютера.
Модели Wi-Fi + Cellular
До 9 часов работы в Интернете по сотовой сети.

## Аксессуары
Помимо Apple Pencil второго поколения, Smart Keyboard Folio и Magic Keyboard, планшет также поддерживает сторонние внешние аксессуары, такие как игровые контроллеры (игровые контроллеры Sony Playstation и Microsoft XBOX, но не Nintendo Switch).
iPad Pro пятого поколения от Apple также можно использовать со многими другими периферийными устройствами, которые превращают его в универсальный компьютер. Таким образом, широкий спектр аксессуаров USB-C, таких как концентраторы USB-C и док-станции USB-C.

## Прием
iPad Pro пятого поколения получил неоднозначные отзывы критиков. Некоторые обозреватели заявили, что его перегруженный процессор был ограничен iPadOS и отсутствием профессиональных приложений для macOS, в то время как другие критиковали размещение его системы камер. The Verge раскритиковал отсутствие многопользовательской поддержки, такой как Mac, но похвалил Mini-LED и камеры.